# Antoni Almirall i Carbonell
Antoni Almirall i Carbonell (Sitges, novembre del 1893 – 15 de novembre del 1981), enginyer agrònom i alcalde de Sitges.

## Biografia
Fou fill d'Antoni Almirall i Selva, un indiano procedent de Manzanillo (Cuba), i de Salvadora Carbonell i Julià. Als divuit anys, en obtenir el títol de batxiller, es traslladà amb la seva família a Barcelona per poder matricular-se a la Universitat de Barcelona. Es titulà el 1921 amb el número 1 de la seva promoció a l'"Escuela de Ingenieros Agrónomos" de Madrid, i per oposició fou nomenat enginyer agregat al cadastre de rústica. Després de d'una breu estada a Huelva, fou destinat a Tarragona, amb l'encàrrec de promoure el desenvolupament arrosser de la zona de Tortosa (1925). Va ser successivament director del Servei d'Agricultura de Tarragona (1927-1929) i enginyer cap de la Secció Agronòmica de Tarragona (1929-1933).

### Retorn a Sitges
El 1933, quan el sitgetà Trinitat Catasús rebé el nomenament d'enginyer cap de la Secció Agronòmica de Barcelona, Almirall fou cridat a treballar a les seves ordres, cosa que li permeté d'establir-se definitivament a Sitges i dedicar-se més activament a les propietats agrícoles que tenia a Sitges i a Cubelles. Entre 1933 i 1936 va ser secretari de la Cambra Oficial Agrícola de Barcelona. En aquesta nova etapa impulsà l'Associació Cultural de Sitges -que presidí entre 1933 i 1936- i col·laborà en l'establiment el 1934 dels escolapis a la població.
Acabada la guerra civil, Almirall va ser el titular de la "Jefatura provincial agronómica de Barcelona". Va ser directiu de la Unión de Sindicatos Agrícolas de Cataluña, membre del Consejo Asesor Agrícola i secretari de la Cambra Oficial Agrícola de Barcelona (posteriorment, "Cámara Oficial Sindical Agrícola de Barcelona") càrrec aquest que deixà el 1947 pel de director de l'Escola de Perits Agrícoles i Superior d'Agricultura, després denominada Escola de Perits Agrícoles i Especialitats Agropecuàries (el canvi es produí per ordre de Madrid durant el seu mandat).
En l'àmbit sitgetà, entre els anys 1944 i 1976 exercí de coadministrador del Santuari del Vinyet. Quan el 1951 es va fundar l'associació Amics dels Jardins de Sitges, en fou escollit primer president.

### Alcalde de Sitges
Almirall va ser nomenat alcalde de Sitges el juliol del 1952, en substitució de Julio Martínez Ávila, i en els tres anys i mig que portà la vara coincidiren amb un gran nombre de realitzacions municipals que marcarien el futur immediat de la via. En són mostres l'Arxiu Històric de Sitges (1953), el Pla d'Ordenació [urbanística] general (1954), l'adquisició del Palau Maricel "de terra" juntament amb els edificis del darrere seu (que en l'actualitat acullen la Biblioteca Popular Santiago Rusiñol, l'Arxiu Històric de Sitges) i la casa Lola Anglada (1954), i la instal·lació d'un carilló a la torre del rellotge de la parròquia (1955). En el camp cultural i social es van fer vestits nous per als gegants de la vila, amb disseny d'Artur Carbonell (1955), homenatges al doctor Joan Ramon Benaprès (1952), a Miquel Utrillo i a Joan Roig i Soler, el 1954 es nomenà Rafael Casanova Cronista oficial de Sitges i el 1955 es feu Fill predilecte de la vila en Josep Soler i Tasis, responsable del renaixement del periòdic local L'Eco de Sitges.
El desembre del 1955 -i fins a finals dels anys 60- va ser nomenat Cap de la Direcció Agronòmica de la província de Barcelona i hagué de deixar el seu càrrec municipal.